# Muséum national d'histoire naturelle
Muséum national d'histoire naturelle (česky Národní přírodovědné muzeum) v Paříži je muzeum se sbírkami z oborů zoologie, anatomie, paleontologie a geologie. Známé je zejména svými sbírkami koster současných i vyhynulých obratlovců a bezobratlých. Má status tzv. grand établissement.

## Dějiny
Muzeum bylo formálně založeno 10. června roku 1793 (za Velké francouzské revoluce). Jeho základy však spočívají již ve starší Královské botanické zahradě, založené Ludvíkem XIII. v roce 1635. Původně ji spravovali královští lékaři. Během 18. století byl položen větší důraz na sbírky spojené s historií přírody a začaly být ve velkém shromažďovány například zkameněliny. Mezi známé správce muzea patřili přírodovědci Jean-Baptiste Lamarck a Georges Cuvier, zakladatel paleontologie obratlovců a srovnávací anatomie.